# ألبرت أوريا
ألبرت أوريا (بالإسبانية: Albert Urrea) هو لاعب كرة قدم إسباني في مركز الوسط، ولد في 1 مارس 1987 في Tremp ‏ في إسبانيا. لعب مع نادي أليكانتي ونادي أونتينيينت ونادي جامعة مرسية ونادي لاردة.

## وصلات خارجية
- ألبرت أوريا على موقع قاعدة بيانات كرة القدم.إي يو (الإنجليزية)
- ألبرت أوريا على موقع Soccerway.com (الإنجليزية)